# 鯉魚潭 (埔里)
鯉魚潭，位於台灣南投縣埔里鎮的一處湖面面積達二十甲的天然湖泊，分為南、北兩潭，中間以柳堤分隔，潭水深度與兩潭周遭景觀迥然不同，南潭原始深邃、北潭開朗清麗。環湖周長有一千三百公尺。

## 七穴傳說
此湖有「七穴」的風水傳說，各大穴都有不同的意涵與禁忌，在環湖時都可以見到，分別為：鯉魚穴、蝦穴、蝙蝠穴、鷹穴、龍穴、龜穴、蜈蚣穴。

### 鯉魚穴
位於柳堤對岸，為該潭名由來與潭主穴。左右兩邊潭水有如兩片魚鰓。冬季時潭水變冷，但「魚鰓」區域的潭水依然溫暖，吸引魚群聚集。相傳，日本人為破壞風水，故意建堤使潭切割為南北兩潭，直接命中鯉魚的魚口，彷若魚鉤插魚肚。

### 蝦穴
位於北潭最北角，因蝦子煮熟變紅，因此位居穴位上的民宅除大年初一至初五張貼春聯外，一切生活所皆避用紅色。

### 蝙蝠穴
位於南潭西邊，是最陰寒的穴位。清晨潭面起霧都從此處開始凝聚，再逐漸瀰漫至整個潭面。

### 龍穴
位於對山的一貫道天元佛院道場。為了保持穴脈完整，道場主殿特地不建在主穴上，讓穴脈效應得以保留。龍穴是環潭七穴中主穴位置最高者，視野極佳。

### 鷹穴
位於南潭西側山，緊臨全台最大的地母廟，相傳該廟香火鼎盛與此穴有關。

### 龜穴
位於鯉魚穴西側，附近居民相信龜穴是最親善、護民的穴位，民眾相信龜穴可使居民延年益壽。

### 蜈蚣穴
位於北潭東側的蜈蚣山，護佑居民安居樂業。由於附近山頭時常傳出火警。據說這山頭定期自動著火燃燒，好讓蜈蚣腳可以透氣。

## 外部連結
- 南投觀光旅遊網- 鯉魚潭 （页面存档备份，存于）